# Los Gazpacho
Los Gazpacho és un grup musical gironí format el 1999 que barreja rock i pop contemporanis amb rumba i flamenc. Actuaren a TV3 el 2007.

## Discs
- 2003: Pásame la sal[2]
- 2005: Andando por las ramas
- 2010: Cambio de rumba[3][4][5]